# Glenys Bakker
Glenys Bakker (* 27. August 1962 in High River, Alberta) ist eine kanadische Curlerin.
Bakkers größter Erfolg war der Gewinn der Bronzemedaille bei den Olympischen Winterspielen 2006 in Turin. Sie spielte an der Position Second im Team neben Skip Shannon Kleibrink, Third Amy Nixon, Lead Christine Keshen und Alternate Sandra Jenkins.